# Oberinntal
Oberinntal är en dal i Österrike.   Den ligger i förbundslandet Tyrolen, i den västra delen av landet, 400 km väster om huvudstaden Wien.
Trakten runt Oberinntal består i huvudsak av gräsmarker. Runt Oberinntal är det ganska glesbefolkat, med 35 invånare per kvadratkilometer.